# 121º Reggimento artiglieria contraerei "Ravenna"
Il 121º Reggimento artiglieria controaerei "Ravenna" è un reggimento dell'Esercito Italiano, fu costituito nel 1941 come reggimento di artiglieria da campagna del Regio Esercito, venne ricostituito nel 1951, nel 1953 venne trasformato in reggimento di artiglieria controaerei pesante, dal 1997 è rinominato 121º reggimento artiglieria controaerei "Ravenna", ed opera su missili Stinger.

## Storia

### Il 121º artiglieria da campagna
Il 121º reggimento artiglieria fu costituito a Piacenza il 1º maggio 1941, su tre gruppi di artiglieria da campagna, al comando del colonnello Giacomo Manfredi. Nel 1942 assunse la denominazione 121º reggimento artiglieria da campagna e fu assegnato alla 3ª Divisione fanteria "Ravenna", con cui operò sul fronte russo, fino al 20 dicembre di quell'anno, quando, costretto al ripiegamento, partecipa alla ritirata dal Don. Venne rimpatriato nell'aprile 1943. l'8 settembre venne sciolto, dopo che il personale aveva provveduto a sabotare i pezzi ed a mettere in salvo la bandiera di combattimento.
Il 121º reggimento venne ricostituito nell'ambito dell'Esercito Italiano nel marzo del 1951 a Reggio Emilia, al comando del tenente colonnello Ezio Capitani, e prese stanza a Modena.

### Il 121º artiglieria controaerei
Il 15 giugno 1953 prese la denominazione di 121º reggimento artiglieria controaerei pesante, armato con cannoni Ansaldo 90/53, con il comando a Bologna (colonnello Alfiero Fontaine). Dopo avere avuto diverse assegnazioni organiche nel 1963 fu assegnato al Comando Artiglieria Controaerei dell'Esercito.
Il 1º marzo 1970 cedette i cannoni da 90/53 (ultimi esemplari rimasti nell'Esercito Italiano) e passò ai Breda Bofors 40/70, assumendo di conseguenza il nome di 121º reggimento artiglieria controaerei leggera, al comando del colonnello Ennio Bellei. Il 18 novembre 1975, nell'ambito della ristrutturazione dell'esercito e conservando il proprio comando a Bologna, passò a quattro gruppi, assorbendo i due gruppi di Rimini e di Ferrara del 18º reggimento artiglieria controarerei leggera che venne sciolto per essere poi ricostituito passando alla specialità artiglieria da campagna. Il 121º reggimento artiglieria controaerei leggera successivamente venne rischierato in Sicilia per garantire la sicurezza delle basi aeree dell'isola nell'ambito dell'Operazione Girasole. Nel 1988, essendo i Breda Bofors ormai totalmente obsoleti, fu equipaggiato con missili spalleggiabili Stinger e nel 1991 con il sistema SIDAM, armato di 4 mitragliatrici Oerlikon da 25 mm, di cui aveva condotto la sperimentazione. Il 21 dicembre 1993 vengono sciolti tre dei quattro gruppi che lo compongono.
Il 1º agosto 1997 assunse il nome, che conserva tuttora, di 121º reggimento artiglieria controaerei Ravenna.

## Soccorso alla popolazione
- Febbraio 2012: aliquote di personale e mezzi del 121º Reggimento artiglieria controaerei "Ravenna" sono mobilitati per l'emergenza maltempo e sono intervenuti nel comune a Bologna, in supporto alla protezione civile.[1][2]

## Onorificenze
Nella sua storia il 121º Reggimento artiglieria controaerei "Ravenna" ha meritato le seguenti onorificenze alla bandiera:

### Decorati
Caporale Armando Tortini da Lodi Vecchio

## Stemma
Scudo: Inquartato: nel primo, d'argento, all'aquila di nero col volo spiegato, coronata con corona d'oro chiusa da otto vette dello stesso (cinque visibili), ornate da perle, sostenenti il globo d'oro, cerchiato e cimato dalla crocetta dello stesso, essa aquila rostrata e armata d'oro, tenente con gli artigli due cannoni d'oro, posti in decusse, il cannone in banda abbassata attraversante sul cannone in sbarra abbassata, ed accollata dallo scudetto recante l'arma della città di Piacenza che è: partito, nel 1º di rosso, al quadrato d'argento, nel 2º, d'argento, alla lupa passante, di nero, linguata di rosso; nel secondo, d'azzurro, al monogramma d'Ucraina, d'oro, sormontato dalla stella (5), d'argento; nel terzo, della città di Bologna, che è: inquartato, nel 1º e nel 4º, d'argento, alla croce di rosso, col capo d'Angiò; nel 2º e nel 3º, d'azzurro, alla parola LIBERTAS, d'oro, posta in banda; nel quarto, partito d'oro e di rosso.
Corona turrita.
Ornamenti esteriori:
lista bifida: d'oro, svolazzante, collocata sotto la punta dello scudo, incurvata con la concavità rivolta verso l'alto, riportante il motto: "FIDE ITUR AD ASTRA"
nastri rappresentativi delle ricompense al Valore: una Medaglia d'Argento al Valor Militare è annodata nella parte centrale non visibile della corona turrita, scendente svolazzante in sbarra dal punto predetto, passando dietro la parte superiore dello scudo.

## Armi e mezzi in dotazione
Informazioni ricavate dalla pagina del 121º Reggimento artiglieria controaerei "Ravenna" nel sito dello Stato Maggiore dell'Esercito.

### Armamento
- Pistola automatica "BERETTA 92 FS"
- Fucile d'assalto "AR 70/90"
- Arma di reparto "MG 42/59"
- OD 82/SE
- Lanciarazzi Controcarro "Folgore"

### Mezzi
- Land Rover AR 90
- VM 90T
- Iveco ACTL 4x4
- Sistema Skyguard Aspide
- Stinger
- Shelter tipo UEO 2 per Posti Comando